# ایالت چرخشی

ایالت های نوسان در انتخابات ریاست جمهوری آمریکا انتخابات ریاست‌جمهوری ایالات متحده آمریکا (۲۰۲۰).

در سیاست در ایالات متحده آمریکا و انتخابات ریاست جمهوری ایالات متحده یک ایالت خاکستری (به انگلیسی: Swing state) (همچنین با نام‌های ایالت بنفش در مقابل ایالت‌های قرمز و ایالت‌های آبی و همچنین ایالت محل رقابت انگلیسی: battleground state) یک ایالت آمریکا است که هیچ‌کدام از دو حزب اصلی و نامزدهای آنان پشتیبانی قاطع در آن ایالت ندارد تا بتواند به آرای مجمع گزینندگان آن ایالت اتکا کند. این ایالت‌ها به شدت مورد توجه کمپین‌های انتخاباتی در انتخابات ریاست‌جمهوری ایالات متحده آمریکا هستند چرا که بردن این ایالت‌ها باعث بردن آنان در انتخابات می‌شود.
این ایالت‌ها معمولاً نوادا، آریزونا، ویسکانسین، میشیگان، پنسیلوانیا، و جورجیا هستند.